# Imerinaspis perinetensis
Imerinaspis perinetensis är en insektsart som beskrevs av Mamet 1954. Imerinaspis perinetensis ingår i släktet Imerinaspis och familjen pansarsköldlöss.
Artens utbredningsområde är Madagaskar. Inga underarter finns listade i Catalogue of Life.